# Jílek mnohokvětý
Jílek mnohokvětý (Lolium multiflorum) je druh trávy z rodu jílků Lolium. Pochází z evropských zemí mírného podnebného pásu. Je to jednoletá, dvouletá a vytrvalá rostlina, která se pěstuje jako meziplodina a také jako složka siláže. Pěstovaná je i jako okrasná tráva. V mírném klimatu se lehce rozšiřuje. V zemědělských oblastech je však tato tráva považována za škodlivý plevel.
Občas je považovaný jako poddruh jílku vytrvalého. Liší se od sebe kláskem (jílek mnohokvětý má v horní části dlouhou štetinu) a stonkem (je kruhový). Může být zaměněn za pýr plazivý, který má ale klásky podél širší strany stonku.